# Problèmes gênants
Problèmes gênants (France) ou J'ai mouillé ta mère (Québec) (How I Wet Your Mother)  est le 16e épisode de la saison 23 de la série télévisée Les Simpson.

## Synopsis
À la centrale nucléaire, la porte de la réserve de fournitures reste malencontreusement ouverte après le passage de Smithers. Homer s'en aperçoit et invite tous les employés à venir voler les fournitures de la réserve. Lorsque Monsieur Burns s’en aperçoit, Homer a tout juste le temps de s’échapper, mais les autres employés se font tous attraper par leur patron. Ce dernier les convoque pour réprimander leur acte et souligner que Homer Simpson est le seul employé à ne pas avoir participé à ce pillage collectif.
Pour sa bonne morale, Homer obtient un jour de congé où il emmène Bart à la pêche avec lui tandis qu’il reçoit des messages de haine de la part de ses collègues. Le lendemain matin, en se réveillant, il se rend compte qu’il a mouillé son lit ; cherchant à cacher cela à tout prix, il fait tout pour régler ce problème qui est de plus en plus récurrent. Il en vient même à faire une fête pour se faire pardonner de ses collègues, croyant que c’est son karma qui le punit, mais en vain ; Marge finit par s’en rendre compte et est tracassée à son tour. Lorsqu'un soir, par hasard, elle va croiser le professeur Frink qui va lui proposer d’essayer une nouvelle invention permettant d’entrer dans les rêves de quelqu’un. La famille va donc pénétrer dans le subconscient de Homer afin de découvrir et résoudre ce qui provoque ces incontinences.

## Réception
Lors de sa première diffusion, l'épisode a rassemblé 4,97 millions de téléspectateurs aux États-Unis d'Amérique.